# XBlade
XBlade (クロスブレイド, littéralement Cross Blade) est un shōnen manga écrit par Tatsuhiko Ida et dessiné par Satoshi Shiki. Il a été prépublié dans le magazine Monthly Shōnen Sirius entre 2007 et 2011, et a été compilé en un total de douze volumes. Une suite directe, nommée XBlade Cross (XBLADE+), a été prépublié dans le même magazine entre 2011 et 2013, puis compilé en huit volumes. Les versions françaises de ces deux séries sont publiées par Pika Édition,.

## Synopsis
Quatre ans auparavant, une catastrophe est survenue dans la ville de Tokyo, tuant plus de 2 millions de personnes. La seule personne survivante de la zone ravagée est Harumi Morisaki, un jeune garçon.
Un jour, lors d'un accident de circulation, Haru rencontre Mana, une jeune fille capable de se transformer en katana.

## Manga

### XBlade
| no | Japonais         | Japonais          | Français          | Français          |
| no | Date de sortie   | ISBN              | Date de sortie    | ISBN              |
| -- | ---------------- | ----------------- | ----------------- | ----------------- |
| 1  | 23 mars 2007     | 978-4-06-373064-7 | 29 juin 2011      | 978-2-8116-0510-0 |
| 2  | 6 septembre 2007 | 978-4-06-373083-8 | 7 septembre 2011  | 978-2-8116-0535-3 |
| 3  | 22 février 2008  | 978-4-06-373101-9 | 3 novembre 2011   | 978-2-8116-0567-4 |
| 4  | 23 juin 2008     | 978-4-06-373121-7 | 4 janvier 2012    | 978-2-8116-0608-4 |
| 5  | 21 novembre 2008 | 978-4-06-373144-6 | 14 mars 2012      | 978-2-8116-0647-3 |
| 6  | 23 avril 2009    | 978-4-06-373155-2 | 2 mai 2012        | 978-2-8116-0689-3 |
| 7  | 23 juillet 2009  | 978-4-06-373180-4 | 4 juillet 2012    | 978-2-8116-0738-8 |
| 8  | 23 octobre 2009  | 978-4-06-373191-0 | 19 septembre 2012 | 978-2-8116-0957-3 |
| 9  | 23 février 2010  | 978-4-06-376208-2 | 31 octobre 2012   | 978-2-8116-0963-4 |
| 10 | 9 juillet 2010   | 978-4-06-376226-6 | 16 janvier 2013   | 978-2-8116-1076-0 |
| 11 | 8 octobre 2010   | 978-4-06-376238-9 | 20 mars 2013      | 978-2-8116-1111-8 |
| 12 | 9 février 2011   | 978-4-06-376251-8 | 2 mai 2013        | 978-2-8116-1042-5 |

### XBlade Cross
| no | Japonais        | Japonais          | Français         | Français          |
| no | Date de sortie  | ISBN              | Date de sortie   | ISBN              |
| -- | --------------- | ----------------- | ---------------- | ----------------- |
| 1  | 8 juillet 2011  | 978-4-06-376271-6 | 13 novembre 2013 | 978-2-8116-1294-8 |
| 2  | 9 novembre 2011 | 978-4-06-376302-7 | 19 mars 2014     | 978-2-8116-1397-6 |
| 3  | 9 mars 2012     | 978-4-06-376327-0 | 16 juillet 2014  | 978-2-8116-1527-7 |
| 4  | 9 juillet 2012  | 978-4-06-376349-2 | 26 novembre 2014 | 978-2-8116-1638-0 |
| 5  | 9 novembre 2012 | 978-4-06-376367-6 | 4 mars 2015      | 978-2-8116-1842-1 |
| 6  | 8 mars 2013     | 978-4-06-376386-7 | 15 juillet 2015  | 978-2-8116-2062-2 |
| 7  | 9 août 2013     | 978-4-06-376409-3 | 4 novembre 2015  | 978-2-8116-2283-1 |
| 8  | 8 novembre 2013 | 978-4-06-376428-4 | 16 mars 2016     | 978-2-8116-2730-0 |